# Клептопаразитизъм
Клептопаразитизмът (букв. паразитизъм чрез кражба) е форма на хранене, при която едно животно взима плячката или друга храна от друго, която е хванало, събрало или по друг начин приготвило за храна, включително съхранена храна (като при някои пчели, които снасят яйцата си върху поленовите маси, направени от други пчели). Тоест това е експлоатиране труда на други организми, например кражба на храна и използване на чужди гнезда, а също и кражба на материал за гнезда, както и други неодушевени предмети.
Клептопаразитът или прихваща плячката или други обекти, които не може сам да се сдобие с тях, или чрез кражбата си спестява време и усилия, изисквани иначе за постигането ѝ. Все пак клептопаразитът може да получи травма, той носи този риск, ако жертвата по-късно е в състояние да защити своята плячка.
Клептопаразитизмът бива вътрешно- или междувидов . Вътрешновидовият е между животни от един и същи вид, а междувидовият е между различни видове. При втория случай, все пак, животните са близки видове (Правило на Емери).
Животни, които имат изключително специализирани методи за хранене, са често обект на клептопаразитизъм. Клептопаразитизъм се среща при морските орли (Haliaeetus), които заграбват плячката на други птици, които се прехранват с риба – например орелът рибар (Pandion haliaetus). Каните (Milvus) също са познати с това, че крадат плячката на други видове. Други познати животни, които паразитират, са птиците Fregata, Stercorariidae, паяци-крадци (на латински: Argyrodes), които крадат плячката в мрежите на паяци-кръстоносци Araneidae, Aculepeira ceropegia.
Специфична форма на клептопаразитизма е клептогамията, при която например мъжки животни се опитват да осъществят полово сношение извън групата или мъжки с нисък статус в групата, се опитват да осъществят полово сношение с вече „ангажирани“ женски.
В човешкото общество една от формати на клептопаразитизъм е плагиатството. Често плагиаторите са богати, влиятелни хора, чието хоби е научна дейност или изкуство (особено музика). Тези хора експлоатират творческия потенциал на талантливи, бедни и неизвестни хора или безплатно, чрез обявяване на фалшиви конкурси и награди за написване на музика, роман и пр., или ги наемат на заплата да пишат трудове, романи, респективно да композират музика, на които произведения плагиаторите си приписват авторско право, като се договарят с истинските автори да останат зад кулисите. Най-често съдебните дела по такива плагиатски заемания се състоят между ищец и ответник от една и съща националност, по-рядко принадлежащи към обща култура и език, и почти никога или много рядко, когато има големи различия в езиков и културен аспект, заради недоказуемост.